# Münchausen by Internet
Münchhausen by Internet is een gedragspatroon op internet waarbij iemand zich op sociale media, in een chatbox, internetforum, weblog, messenger, e-mail en andere online communicatiekanalen ziektes voorwendt om zo aandacht en sympathie te trekken van andere gebruikers. Het patroon is in 1998 geïdentificeerd door de psychiater Marc Feldman, die het in 2000 de benaming 'Münchhausen by Internet' gaf, naar analogie met het Münchhausensyndroom en Münchhausen by proxy. Het gedrag valt (evenals Münchhausen by proxy) in de vierde revisie van het Diagnostic and Statistical Manual of Mental Disorders (DSM-IV-TR), indien toepasselijk, onder de omschrijving nagebootste stoornis.
Evenals bij het Münchhausensyndroom en Münchhausen by proxy is er sprake van een nagebootste stoornis. Münchhausen by Internet is hiermee niet zozeer een stoornis op zichzelf, maar slaat meer op de wijze waarop deze zich uit. Omdat de patiënt zich hier anders voordoet dan hij is om zo sympathie te kweken, is er hier ook sprake van een faker.
Münchhausen by Internet kan leiden tot hevige online discussies tussen de personen die de patiënt nog geloven en personen die de patiënt openlijk afvallen. Soms leidt het tot een schisma in een online gemeenschap of tot het maken van onnodige kosten (bijvoorbeeld een vliegticket om de patiënt te ontmoeten en een hart onder de riem te steken).

## Kenmerken
Feldman zelf schreef weleens op forums in de hoop met zijn medische kennis zijn medemensen te kunnen helpen. Deze websites waren vaak bedoeld om elkaar advies te geven en een hart onder de riem te steken. Veel deelnemers hadden bijvoorbeeld te kampen (gehad) met psychische problemen of verslavingen. Hij begon in 1998 patronen te herkennen waarbij bepaalde personen in online discussiegroepen en fora een onwaarschijnlijke hoeveelheid medische klachten noemden. Feldman gaf toe zich aanvankelijk ook door deze personen om de tuin te hebben laten leiden. De personen in kwestie disten grote hoeveelheden medische klachten en ander leed op, waarbij ze door de overige gebruikers werden omringd met sympathie. Feldman identificeerde de volgende kenmerken:
- De patiënt beschrijft de symptomen tot in detail. Soms wordt medische (online) literatuur letterlijk gekopieerd.
- Er is een tegenstrijdigheid tussen de ernst van de symptomen en het gedrag van de patiënt. Hij beweert bijvoorbeeld door chemotherapie altijd moe te zijn, maar spendeert wel hele nachten online. Een ander voorbeeld is een patiënt die beweert op de Intensieve zorgafdeling aan allerlei apparatuur te liggen. Het is dan vreemd dat hij wel een computer met internet ter beschikking heeft. Ook andere tegenstrijdigheden zijn indicaties dat het verhaal niet klopt.
- Symptomen worden overdreven. Vaak worden bovendien ook andere niet-medische tegenslagen genoemd, zoals seksueel misbruik, financiële tegenslagen, overlijden van dierbaren, tegenslagen op het werk, een echtscheiding, etc. Het resultaat is dat het verhaal uiteindelijk onwaarschijnlijk wordt. Een patiënt beweerde bijvoorbeeld dat hij last van toevallen en hemofilie had, terwijl zijn moeder doof en zijn vader alcoholist was. Bovendien was hij naar eigen zeggen een 15-jarige medicijnenstudent (wegens hoogbegaafdheid) maar moest hij wegens geldgebrek als drummer in een nachtclub werken.
- De patiënt gaat regelmatig door kritieke levensbedreigende fasen en herstelt dan razendsnel.
- Wanneer de overige gebruikers kritischer worden jegens de patiënt beweert hij ineens (wederom) in een levensgevaarlijke kritieke situatie te zijn beland of haalt hij ander leed aan. Soms zal hij beweren dat zijn gezondheid verslechterd is door de onsympathieke harteloze houding van de medegebruikers. In eerder genoemd voorbeeld kwam bijvoorbeeld 'de moeder' van de jongen zogenaamd online en bekritiseerde deelnemers die de jongen te kritische vragen stelden: door hem zo agressief te ondervragen benadeelden ze zijn gezondheid.
- Wanneer overige gebruikers aanbieden de patiënt op te bellen of te ontmoeten om hem een hart onder de riem te steken, ontwijkt deze dit en verzint telkens een reden waarom het (nu) niet kan.
- De patiënt toont zich verheugd over een geplande operatie of ziekenhuisopname.
- De patiënt maakt gebruik van een of meerdere sokpoppen die zich als medegebruikers of dierbaren van de patiënt voordoen en diens verhaal ondersteunen. Soms doet de patiënt zich voor als een tiener of twintiger die aan een dodelijke kwaal lijdt, laat zichzelf 'doodgaan', en oogst vervolgens aandacht als 'moeder van de overledene'. Sokpoppen zijn te herkennen, bijvoorbeeld aan overeenkomende IP-adressen en schrijfstijl. Een voorbeeld was de eerdergenoemde 'moeder' die ineens online kwam om voor haar 'zoon' in de bres te springen. Veel patiënten zijn bovendien op andere fora onder andere namen actief, of beginnen elders opnieuw wanneer ze zich te sterk in het nauw gedreven voelen.

Hoewel dit voor derden het meest herkenbaar is in fora en discussiegroepen is het ook zeer goed mogelijk dat iemand in een op een correspondentie of chat in een een-op-een situatie Münchhausen by Internetgedrag vertoont.

## Oorzaken
De oorzaken liggen waarschijnlijk dicht bij die van andere stoornissen waarbij een kwaal wordt nagebootst, zoals Münchhausen. De patiënt hunkert naar aandacht, en is die in veel gevallen door een of andere reden, vaak in zijn jeugd, tekortgekomen. De aandacht en sympathie van andere gebruikers vormt een sterke stimulans het gedrag door te zetten. Een anonieme Münchhausenpatiënt heeft in een interview met The Village Voice aangegeven dat het om de tuin leiden van dokters haar een ontzettende kick gaf en dat het 'verslavend' werkte.
De groei van het internet heeft daarbij patiënten die stoornissen nabootsen grote mogelijkheden gegeven. Ze kunnen een veel groter publiek bereiken, lopen weinig risico op gezichtsverlies of andere consequenties omdat ze zich een alias kunnen aanmeten, en kunnen ook makkelijker van publiek wisselen wanneer uitkomt dat de voorgewende stoornissen onwaar zijn. Ze hoeven immers slechts hun nicknaam te wijzigen en naar een ander forum te verhuizen.
Bovendien verschaft internet ook toegang tot medische informatie, zodat men precies kan nagaan welke symptomen een kwaal heeft. Ook zijn online kanalen veel laagdrempeliger dan medisch personeel, dat immers weinig tijd heeft, slechts op afspraak werkt, en wellicht een simulant sneller zullen ontmaskeren.

## Voorbeelden
Kaycee Nicole was wellicht het bekendste voorbeeld van Münchhausen by Internet. Kaycee Nicole was een 19-jarig meisje dat in 2001 aan leukemie en een combinatie van andere kwalen en complicaties overleed. Op haar blog deed ze verslag van haar hartverscheurende strijd tegen de dodelijke ziekte die ze uiteindelijk verloor. Ook haar moeder hield een druk bezochte blog bij. Na Kaycee's dood in 2001 kwamen echter tegenstrijdigheden aan het licht en uiteindelijk bekende de 40-jarige Debbie Swenson het hele verhaal verzonnen te hebben.
Emma Bowyer was een ander verhaal dat veel stof deed opwaaien. Ze had al een dochtertje en was in verwachting van een tweeling, waarvan een in de baarmoeder en de ander vlak na de geboorte stierf. Daarna raakte ze twee keer achter elkaar in verwachting van een tweeling, en kreeg iedere keer een miskraam. De onwaarschijnlijkheden en inconsistenties in haar verhaal leidden ertoe dat ze uiteindelijk niet meer serieus werd genomen.
Denise Grady, reporter voor de New York Times, schreef eveneens een krantenartikel over een drietal fakers die stoornissen fingeerden. In alle gevallen prikten de medegebruikers uiteindelijk door de steeds onwaarschijnlijker verhalen heen, temeer daar de ernst van hun kwalen niet verenigbaar was met de frequentie waarmee ze berichten schreven.

## Gevolgen
Münchhausen by Internet lijkt onschuldig in vergelijking met Münchhausen en Münchhausen by proxy. Toch kan Münchhausen by Internet minder onschuldig uitpakken dan het lijkt.
Münchhausen by Internet kan leiden tot ruzies wanneer de patiënt zijn geloofwaardigheid verliest en een deel van de medegebruikers hem afvalt en een deel hem verdedigt. Het resultaat is dat er lange threads en discussies ontstaan en uiteindelijk een deel van de gebruikers afhaakt of de groep uit elkaar valt.
Daarbij komt het ook voor dat medegebruikers nodeloos kosten maken. Ze sturen de patiënt bloemen en kaartjes, geld om een behandeling te betalen, of kopen zelfs vliegtickets om hem te kunnen bezoeken. Uiteraard zal de patiënt zeker dit laatste niet willen en de ontmoeting met een smoes proberen te ontwijken.
Voor de patiënt zelf kunnen de sociale gevolgen zeer ingrijpend zijn wanneer hij wordt ontmaskerd. Wanneer hij giften heeft aangenomen van sympathisanten, kan dit zelfs tot strafvervolging leiden.